# Sergio Silvestris
Sergio Paolo Francesco Silvestris (* 22. Dezember 1973 in Molfetta) ist ein italienischer Politiker der Popolo della Libertà.
Silvestris war über Jahre hinweg als Journalist für die Tageszeitung Gazzetta del Mezzogiorno, eine Nachrichtensendung sowie für die lokale Presse und einige Parteizeitungen tätig. Nebenher studierte er an einer Hochschule Pharmazie. Von 1995 an gehörte er dem Gemeinderat von Bisceglie an, von 2000 an dem Regionalrat von Apulien. Beide Mandate legte er 2009 nieder, nachdem er in das Europäische Parlament gewählt wurde.